# En yndig og frydefuld sommertid
En yndig og frydefuld sommertid, også kaldet Pigens Sang, er en dansk folkevise. Den er optaget i den danske Kulturkanon.
Et fragment af melodien har sammenfald med Det var en lørdag aften og Spurven sidder stum bag kvist.
I Danmarks Melodibogs første bind fra 1895 er der blot 2 strofer. Her er teksten angivet som "Folkevise" og melodien som "Dansk Folkemelodi" og har undertitlen Pigens Sang.
I Kulturkanonen er sangen optaget under partiturmusik som en af tolv højskolesange.
Her er den den ene af to folkemelodier. Den anden er Det var en lørdag aften.
I 2018 kom den på en liste over de 100 populæreste sange fra Højskolesangbogen.